# Actinidia chrysantha
Actinidia chrysantha là một loài thực vật]] thuộc họ Actinidiaceae. Đây là loài đặc hữu của Trung Quốc.